# Lucius Cassius Longinus (Suffektkonsul)
Lucius Cassius Longinus war ein römischer Senator der frühen Kaiserzeit und im Jahr 11 n. Chr. Suffektkonsul.
Longinus gehörte der gens Cassia an, die in der Zeit der Republik zu den angesehensten Familien der Nobilität gehörte. Er stammte in direkter Linie vom Caesarmörder Gaius Cassius Longinus ab. Seine beiden Söhne, Gaius und Lucius, wurden in streng altrömischer Sitte erzogen. Beide wurden im Jahre 30 Konsul.
Cassius war Mitglied der vornehmen Priesterschaft der Arvalbrüder. Im Jahre 11 n. Chr. war er zusammen mit Titus Statilius Taurus Suffektkonsul. Verheiratet war er mit Aelia, der Tochter des Rechtsgelehrten Quintus Aelius Tubero.